# Cynapes lineatus
Cynapes lineatus is een spinnensoort in de familie van de springspinnen (Salticidae).
Het dier behoort tot het geslacht Cynapes. De wetenschappelijke naam van de soort werd, als Attus lineatus, voor het eerst geldig gepubliceerd in 1863 door Vinson.
De soort is endemisch in Madagaskar.

## Synoniemen
- Attus lineatus Vinson, 1863 (basioniem)
  - Beata lineata (Vinson, 1863)
- Cyrtonota vinsonii Simon, 1864